# Wilhelm Meyer-Detring
Wilhelm Meyer-Detring (* 9. Mai 1906 in Breslau; † 5. April 2002) war ein deutscher Offizier, zuletzt Generalleutnant der Bundeswehr.

## Leben
Meyer-Detring trat nach seinem Abitur 1925 ins 7. Infanterie-Regiment der Reichswehr ein, dem er bis 1936 angehörte, zuletzt als Hauptmann und Kompaniechef. Von 1936 bis 1938 absolvierte er eine Generalstabsausbildung. In der Wehrmacht folgten Verwendungen als Generalstabsoffizier im IX. Armeekorps in Kassel. Am Westfeldzug nahm er als Erster Generalstabsoffizier der 299. Infanterie-Division teil, anschließend diente er bis Mitte 1942 in gleicher Verwendung bei der 137. Infanterie-Division. Von 1942 bis 1944 war Meyer-Detring Dritter Generalstabsoffizier (Ic/AO) im Stabe des Oberbefehlshabers West. Von September 1944 bis Kriegsende war er Generalstabsoffizier des Heeres (Op H) im Wehrmachtführungsstab. Im Mai 1945 überbrachte er Ferdinand Schörner in Bad Welchau in Böhmen im Auftrag von Karl Dönitz die Nachricht der deutschen Kapitulation. Sein letzter Rang war Oberst.
Nach Kriegsende befand sich Meyer-Detring bis 1946 in amerikanischer und britischer Kriegsgefangenschaft. Anschließend arbeitete er als leitender Angestellter einer Fabrik in Württemberg, bis er 1956 als Oberst in die neugegründete Bundeswehr eintrat. Hier war er zunächst Leiter des deutschen Verbindungsstabs bei der United States Army Europe (USAREUR), später war er bei der NATO als Brigadegeneral und Abteilungsleiter im COMLANDCENT in Fontainebleau tätig. Ab 1959 war er stellvertretender Kommandeur der 2. Panzergrenadierdivision und von 1961 bis 1963 Kommandeur der 1. Panzerdivision im Range eines Generalmajors. Danach war er bis zu seinem Ausscheiden am 30. September 1966 Kommandierender General des I. Korps in Münster.

## Auszeichnungen
- Deutsches Kreuz in Gold am 28. Februar 1942
- Großes Bundesverdienstkreuz mit Stern 1966

## Schriften
- Als Deutscher bei der Nato. Wegweiser für die Zusammenarbeit mit Verbündeten. Bernard und Graefe, Frankfurt am Main 1960.